# Незнакомец (фильм, 2007)
«Незнакомец», в некоторых переводах «Неизвестный» (фр. L'Inconnu) — короткометражный французский фильм режиссёра Орельена Вернеса-Лермюзьо. Был показан на 60-м Международном кинофестивале в Локарно, проходящем с 1 по 11 августа 2007 года.

## Сюжет
Сорокалетний Иван живёт в одиночестве за городом. Его судьба кардинально меняется с внезапным появлением незнакомого юноши, замертво падающего в гостиной.

## Актёрский состав
| В ролях        |  | Персонаж          |
| -------------- |  | ----------------- |
| Орельен Рекуэн |  | Иван, хозяин дома |
| Гаспар Ульель  |  | Незнакомец        |